# Agencia Brasileña de Inteligencia

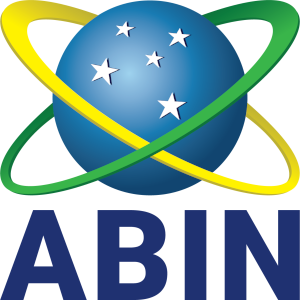
Logo de la Agencia Brasileña de Inteligencia.

La Agencia Brasileña de Inteligencia (en portugués: Agência Brasileira de Inteligência; ABIN) es la agencia de inteligencia de Brasil. El director-general actual es Janér Tesch. ABIN es un órgano del estado de Brasil. Tiene su sede en Brasilia.

## Historia
El director de la Policía Federal de Brasil, Andrei Rodrigues, declaró en enero de 2024 que una investigación realizada había revelado el espionaje masivo de opositores, diciendo que «unas 30.000 personas, fueron vigiladas clandestinamente, es decir, ilegalmente» durante el gobierno de Jair Bolsonaro a través de la Agencia Brasileña de Inteligencia (ABIN).